# Melodia (Sanah)
Melodia è un singolo della cantante polacca Sanah, pubblicato il 28 febbraio 2020 come secondo estratto dal primo album in studio Królowa dram.

## Video musicale
Il video musicale, reso disponibile in concomitanza con l'uscita del brano, è stato prodotto dai Dreams Studio Więcej.

## Tracce
Testi di Sanah, Magdalena Wójcik e Karolina Kozak, musiche di Sanah e Bogdan Kondracki.
1. Melodia – 3:04

## Formazione
- Sanah – voce
- Bogdan Kondracki – produzione, missaggio

## Classifiche

### Classifiche settimanali
| Classifica (2020) | Posizione massima |
| ----------------- | ----------------- |
| Polonia           | 1                 |

### Classifiche di fine anno
| Classifica (2020) | Posizione |
| ----------------- | --------- |
| Polonia           | 11        |